# Pinus taeda
 (juin 2014).
Espèce
Classification phylogénétique
Statut de conservation UICN

 LC  : Préoccupation mineure
Pinus taeda est une espèce d'arbre de la famille des Pinaceae. C'est une des nombreuses espèces de pin originaire du Sud-Est des États-Unis. 
Elle est appelée pin taeda, pin à l’encens, pin à torches (« taeda » signifie « bois de pin, torche » en latin). L'odeur de son bois résineux rappelle en effet le romarin.

## Description

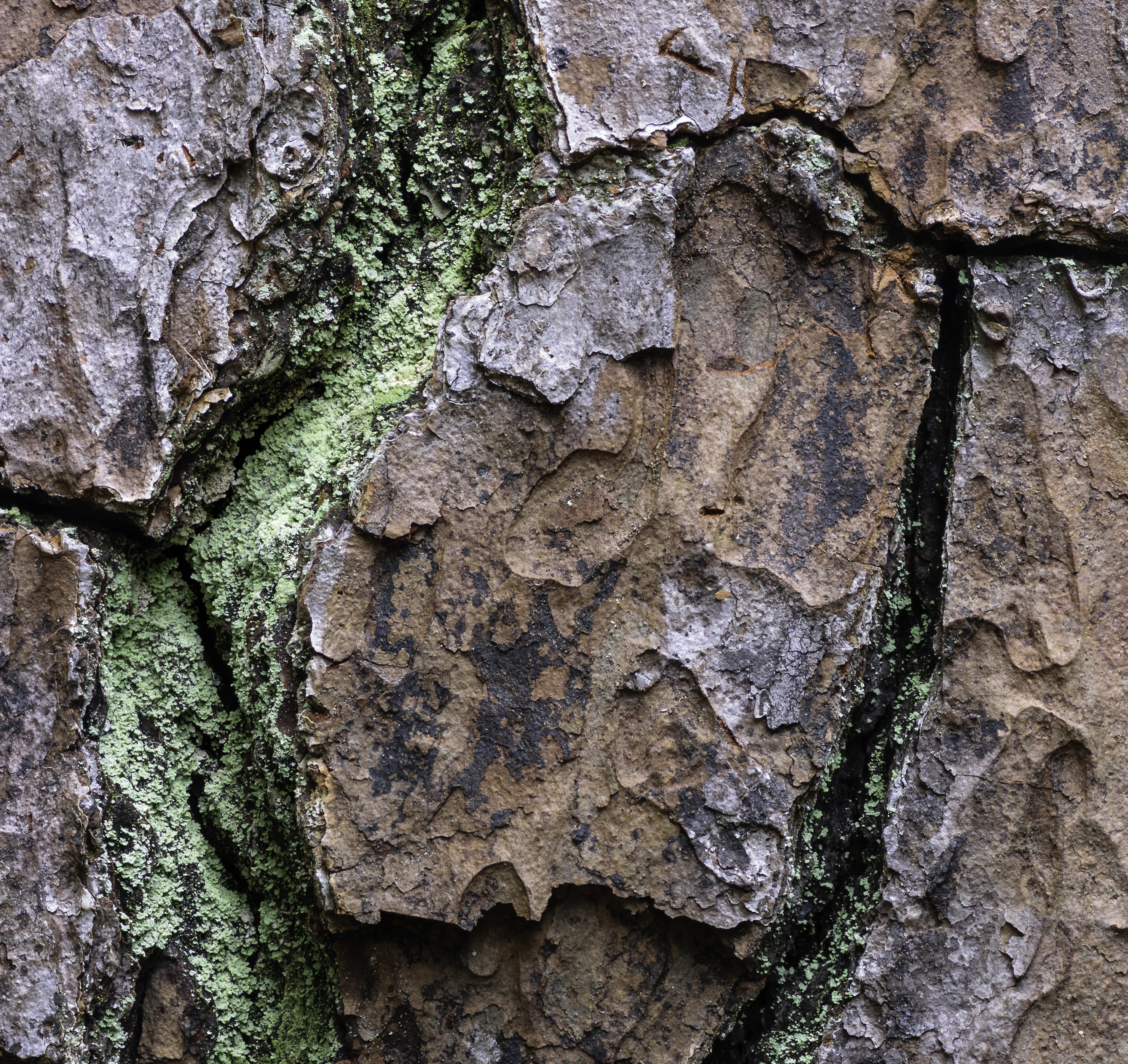
Écorce d'un Pinus taeda. Dans le jardin botanique de Norfolk.

C'est un arbre à croissance très rapide qui peut atteindre 40 à 45 m de haut (en général de 30 à 35 m), qui arrive à maturité vers 40 ou 50 ans, et qui peut vivre 200 ans environ.
Il pousse plus droit que le pin maritime.
L'écorce, d’abord écailleuse, est ensuite profondément crevassée.
Les aiguilles fines et molles sont groupées par trois. Elles mesurent de 8 à 15 cm de long, sont persistantes, de couleur verte, jaunissant en hiver.
Les cônes, sans pédoncule, sont verts et virent au brun à maturité.

## Culture
Pinus taeda, comme le pin maritime, pousse sur la roche, dans les sables arides et dans les
terres crayeuses et calcaires[Information douteuse] qui ne conviendraient à aucun autre végétal. Il pousse toutefois de façon optimale en terres acides et a besoin d'un sol un peu plus fertile que le pin maritime auquel on réservera les parcelles les plus pauvres.
Ce pin est une essence de pleine lumière, qui demande au moins 800 mm d’eau par an.
Le pin à l'encens se caractérise par l'absence d'attaques de la rouille courbeuse et de la pyrale du tronc (deux problèmes importants chez le pin maritime) mais il est très sensible au stress hydrique, aux hylobes, scolytes et à la chenille processionnaire du pin. Il a également l'inconvénient d'être très apprécié des chevreuils, bien qu'en général cela n'ait pas de conséquence irrémédiable.

## Exploitation industrielle
Pinus taeda est l'une des plus importantes espèces commerciales aux États-Unis d'Amérique. Son bois jaunâtre est très prisé pour le bois d'œuvre, mais est aussi utilisé pour la fabrication de lambris ou de palettes. Sa fibre permet son utilisation en pâte à papier.
En Europe, c'est à partir des années 1950 que commencent les premiers essais en sylviculture. 
En France, on trouve plus de 2 000 ha de plantations de Pin taeda principalement en Aquitaine où les surfaces sont en forte expansion depuis la tempête de 1999. Il peut offrir une alternative au Pin maritime sur les landes les plus riches du massif landais, sur les terrains favorables hors massif ainsi que pour boiser des terres agricoles délaissées. Un très bon suivi sylvicole est nécessaire à l’obtention d’un bois de qualité.